# Mayriella sharpi
Mayriella sharpi é uma espécie de formiga do gênero Mayriella, pertencente à subfamília Myrmicinae.